# Dioctria abdominalis
Dioctria abdominalis là một loài ruồi trong họ Asilidae. Dioctria abdominalis được Becker miêu tả năm 1923. Loài này phân bố ở vùng Cổ Bắc giới và châu Á.